# Psidium ramboanum
Psidium ramboanum är en myrtenväxtart som beskrevs av Joáo Rodrigues de Mattos. Psidium ramboanum ingår i släktet Psidium och familjen myrtenväxter. Inga underarter finns listade i Catalogue of Life.